# Tanggeran (Sruweng)
Tanggeran is een bestuurslaag in het regentschap Kebumen van de provincie Midden-Java, Indonesië. Tanggeran telt 2624 inwoners (volkstelling 2010).